# Teodoro di Amasea
Teodoro di Amasea, noto anche come Teodoro Tiro o Tirone (dal greco Tyron = soldato) (III secolo – Amasea, 17 febbraio 306), era un soldato dell'esercito romano nel Ponto, originario dell'Oriente, che subì il martirio per la fede in Cristo. Considerato santo dalla Chiesa cattolica e dalle Chiese orientali, ebbe nel Medioevo un culto assai vasto, legato a un noto panegirico pronunciato da Gregorio di Nissa e poi al suo patronato sui militari, soldati e reclute. Venezia lo ebbe come santo protettore, poi affiancato da san Marco quando le reliquie del martire furono trasportate dall'Oriente a Brindisi (città di cui è tuttora patrono).
Nel IX secolo con la prima testimonianza dello scrittore bizantino Niceta il Paflagone, comparve il culto un altro santo Teodoro soldato, questo volta generale, conosciuto come Teodoro di Eraclea o anche come Teodoro Stratelate (dal greco Stratēlatēs = generale). A Venezia, dove Teodoro era il primo patrono le due personalità apparivano fuse. Tuttavia fino alla pubblicazione del nuovo Martirologio Romano nel 2001 in occidente erano celebrate due date distinte: il 7 febbraio Teodoro di Eraclea e  il 9 novembre la nascita di Teodoro di Amasea, poi ridotte all'unica celebrazione del martirio di Teodoro di Amasea il 17 febbraio.

## Biografia

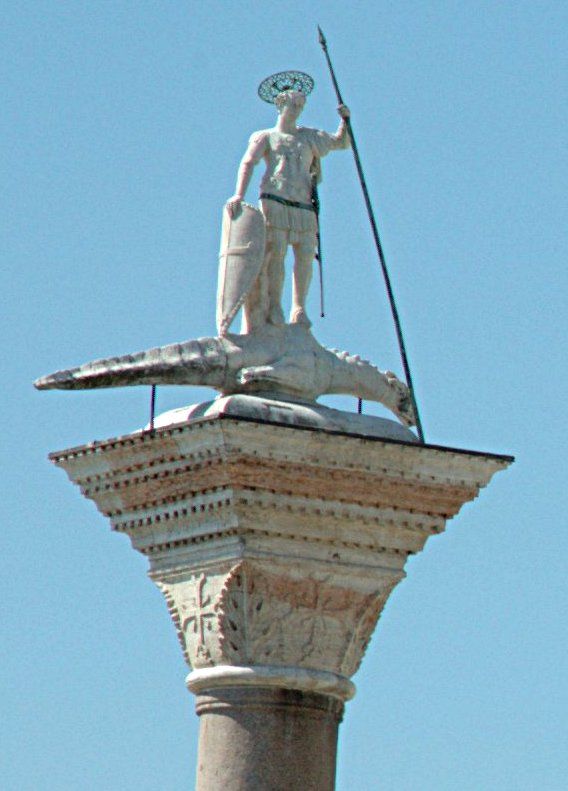
San Teodoro su un drago simile a un coccodrillo; Venezia, Piazza San Marco

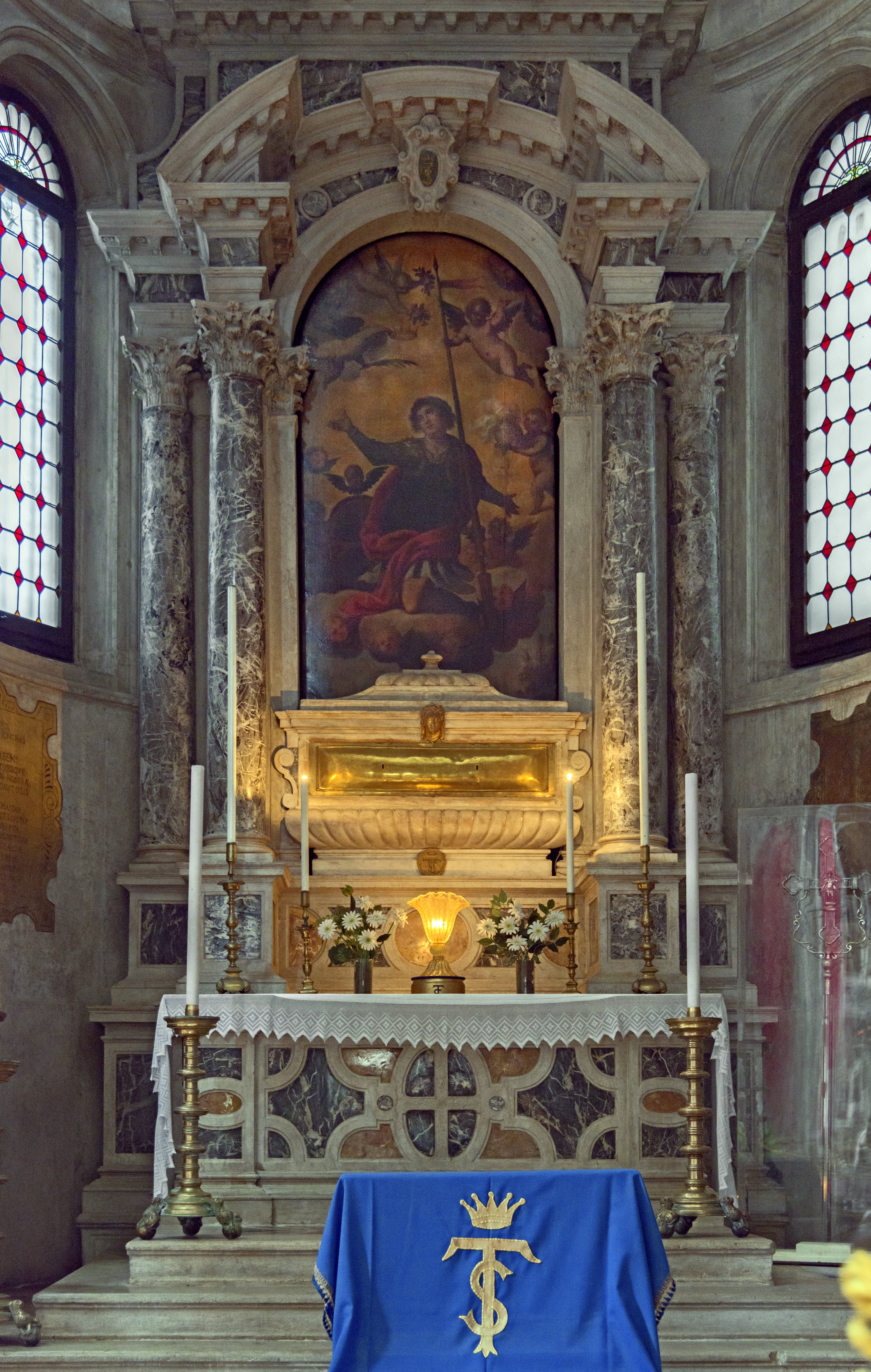
La tomba di Teodoro di Eraclea a Venezia.

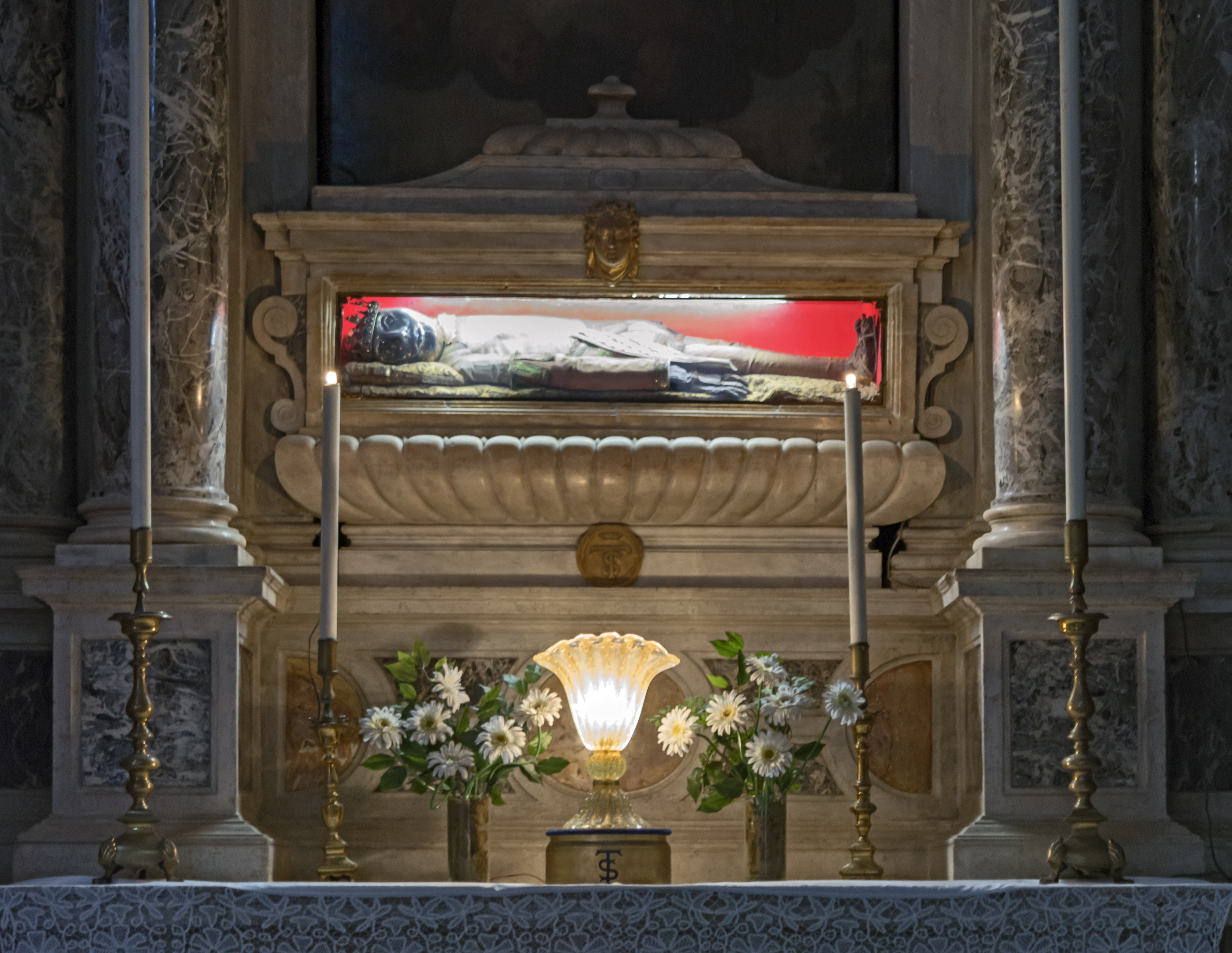
Teodoro di Eraclea

Non si conosce la città natale di Teodoro: secondo alcuni sarebbe nato in Cilicia, secondo altri in Armenia. 
Secondo la tradizione fu arruolato nell'esercito romano e, al tempo del Cesare Galerio (293-305), trasferito con la sua legione, denominata Marmarica (ovvero la Cohorte terza Valeria) nei quartieri invernali di Amasea (l'odierna Amasya nel Ponto, a ridosso del Mar Nero). Era allora in atto la persecuzione contro i cristiani già avviata da Diocleziano (284-305) e reiterata da Galerio, imperatore dal 305, con una serie di editti che prescrivevano a tutti di fare sacrifici e libagioni agli dei.
Teodoro rifiutò di sacrificare agli dei, nonostante le sollecitazioni dei compagni. Venne accusato di essere cristiano e deferito al giudizio del tribuno. Durante l'interrogatorio, nonostante l'alternanza di minacce e promesse, rifiutò nuovamente di sacrificare agli dei. È nota la riluttanza dei governatori a mandare a morte gli accusati, ancor di più in questo caso trattandosi di un legionario: essi preferivano ricorrere alla tortura per piegarne la resistenza e far loro salva la vita. Il prefetto Brinca, comandante della legione Marmarica, vista anche la giovane età e l'intelligenza di Teodoro, si limitò a minacciarlo e gli concesse una breve dilazione temporale per permettergli di riflettere. Teodoro invece ne approfittò per continuare l'opera di proselitismo e, per dimostrare che non aveva alcuna intenzione di abiurare la religione cristiana, incendiò il tempio della gran madre degli dei Cibele che sorgeva al centro di Amasea, presso il fiume Iris. Venne così nuovamente arrestato e il giudice del luogo, tale Publio, ordinò che venisse flagellato, rinchiuso in carcere e lasciato morire di fame. Ma questa punizione sembrava non avere nessun effetto su Teodoro, che anzi rifiutò persino il bicchiere d'acqua e l'oncia di pane al giorno, che i suoi carcerieri gli porgevano.
Scampato miracolosamente alla morte per fame, Teodoro venne infine tolto dal carcere e ricondotto in giudizio. I magistrati gli fecero grandi promesse, lo sollecitarono vivamente di accondiscendere alla volontà degli imperatori anche solo in apparenza, promettendo che lo avrebbero lasciato libero. Gli offrirono perfino la carica di pontefice. Teodoro rifiutò sdegnosamente e tenne testa al tribunale, non riconoscendo i loro dei, beffandosi delle proposte che gli venivano fatte e testimoniando che non gli avrebbero strappato una sola parola né un solo gesto contro la fedeltà che doveva al Signore. Il giudice, vedendo l'ostinazione di Teodoro, ordinò allora che venisse torturato con uncini di ferro, fino a mettere a nudo le costole, e lo condannò ad essere bruciato vivo.
Subì il martirio il 17 febbraio 306 (oppure tra il 306 e il 311). I carnefici lo condussero nel luogo stabilito e presero la legna da mercanti addetti ai bagni. Teodoro depose i suoi vestiti e i numerosi fedeli accorsi si agitavano per poterlo toccare, respinti dai carnefici. A costoro il martire disse: «Lasciatemi così [vivo], perché chi mi diede sopportazione nei supplizi mi aiuterà affinché sostenga illeso l'impeto del fuoco». I carnefici lo legarono, accesero il rogo e si allontanarono. La leggenda racconta che Teodoro non subì l'offesa delle fiamme, morì senza dolore e rese l'anima glorificando Dio. Una donna di nome Eusebia chiese il corpo di Teodoro, lo cosparse di vino e altri unguenti, lo avvolse in un sudario ponendolo poi in una cassa e lo portò, da Amasea, in un suo possedimento a Eucaita, l'attuale Aukhat, distante un giorno di cammino, dove venne sepolto.
Fino al IX secolo Teodoro era l'unico santo con questo nome, ma poi apparve un altro Teodoro, non più soldato ma generale (stratelates) dell'armata di Licinio (Augustus nel 308) per ordine del quale fu torturato e crocifisso ad Eraclea Sintica in Tracia il 17 febbraio, anche lui sepolto a Euchaita il 3 giugno e commemorato sia in area latina che bizantina. Questo sdoppiamento dell'unico martire Teodoro generò una doppia fioritura di leggende di cui rimangono relazioni in greco, latino e altre lingue orientali che influirono a loro volta nei giorni delle commemorazioni. Nei sinassari bizantini, Teodoro soldato è ricordato il 17 febbraio mentre il generale l'8 febbraio. Nei martirologi occidentali, invece, il soldato è ricordato il 9 novembre e il generale il 7 febbraio. Si tratta comunque della stessa persona commemorata in giorni diversi. La festa è tradizionalmente celebrata il 9 novembre, propria del san Teodoro di Amasea.
Nell'arte bizantina e veneziana i due santi sono spesso raffigurati assieme, affiancati o specularmente. Talvolta sono rappresentati a cavallo e si distinguono per essere l'uno soldato armato di spada (San Teodoro tiron, (EL)  Agios Teodoros o tyron), l'altro un generale portatore di lancia (San Teodoro stratelate, (EL)  Agios Teodoros o stratelates). La fisionomia dei due santi è invece pressoché identica, venendo essi indifferentemente raffigurati sempre in età adulta ma giovanile con capelli corti e riccioluti, barba corta e curata.

## Culto
Ad Eucaita, sul luogo di sepoltura di Teodoro, già nel IV secolo venne edificata una basilica frequentata da pellegrini in visita al sepolcro del Santo. 
Ed è in questa chiesa che san Gregorio di Nissa pronunciò sul finire del IV secolo un discorso che riporta i passi della vita e del martirio di san Teodoro: da esso, e da un altro scritto andato perduto, deriva la Passio attuale.
Il culto di San Teodoro si propagò rapidamente in tutto l'Oriente cristiano e successivamente nell'Impero. 
Ad Amasea fu eretta una chiesa in suo onore ai tempi dell'imperatore Anastasio I Dicoro (491–518); a Costantinopoli nel 452, ad opera del console Flavio Sporacio; a Ravenna, ove c'era un monastero con il suo nome, ad opera dell'arcivescovo Agnello (557–570) gli fu dedicata la cattedrale che era stata degli ariani. A Roma nell'VIII secolo gli fu dedicata una chiesa sotto il Palatino, mentre la sua immagine si trova nel mosaico della Basilica dei Santi Cosma e Damiano, eretta da papa Felice IV (circa 530).
L'esarca Narsete avrebbe diffuso a Venezia nel VI secolo il culto del Teodoro venerato ad Amasea e festeggiato il 9 novembre e una piccola chiesa a lui intitolata sarebbe esistita fin dal VI secolo nell'area attualmente occupata dalla basilica di San Marco. A Venezia fu invocato come patrono sino al XIII secolo, poi affiancato da san Marco.
Nel XIII secolo, forse il 27 aprile 1210, come vuole la tradizione, o più probabilmente nel 1225, in occasione delle nozze di Federico II di Svevia con Jolanda di Brienne, regina di Gerusalemme, celebrate nella cattedrale di Brindisi il 9 novembre, le reliquie del corpo di san Teodoro furono traslate da Euchaita alla città pugliese. Non si può escludere che, oltre a una fortunata coincidenza, si sia trattato piuttosto di un "sequestro" coatto del prezioso carico diretto dall'Oriente a Venezia. Le spoglie, giunte avvolte in uno prezioso sciamito orientale, trovarono collocazione in un'arca rivestita di lastre d'argento della prima metà del XIII secolo (attualmente conservata al Museo diocesano di Brindisi) che riportano episodi salienti della vita del santo. 
I resti mortali del santo sono tuttora conservati in un'urna reliquiario presso un altare della cattedrale di Brindisi, città della quale è patrono.
Nel 1267 sarebbero comunque arrivate, nella Chiesa di San Salvador di Venezia, altre reliquie relative a un san Teodoro identificato col titolo di stratēlatēs, evento che contribuì allo sdoppiamento del santo in due personaggi. A quest'ultimo santo fu allora intitolata una confraternita (detta localmente "Scuola"). Venezia ricorda il santo in molte espressioni d'arte (mosaici, una vetrata e due portelle d'organo), ma soprattutto con una colonna (Colòna de San Tòdaro), posta in Piazza San Marco, sulla cui sommità vi è una statua raffigurante il santo in armatura di guerriero con un drago, simile ad un coccodrillo, ai suoi piedi.
L'imperatore bizantino Giovanni Zimisce attribuì a san Teodoro, patrono dell'esercito, il merito della grande vittoria riportata il 21 luglio 971 su la Rus' di Kiev a Dorystolum, l'odierna Silistra sul Danubio in Bulgaria, che ebbe perciò il nome mutato in Teodoropoli.
Nella diocesi di Vercelli, già nel X secolo, la sua festa era celebrata il 9 novembre.
Nei sinassari bizantini il Teodoro soldato era ricordato il 17 febbraio mentre il generale l'8 febbraio. Nei martirologi occidentali invece il soldato era ricordato il 9 novembre e il generale il 7 febbraio.

Nel Martirologio Romano oggi è riportato al giorno 17 febbraio: 
(Martirologio Romano)

### Patronati
San Teodoro è considerato patrono dei militari e delle reclute.
Inoltre è patrono della città di Brindisi e della diocesi di Brindisi (assieme a san Lorenzo da Brindisi)
e di altri comuni d'Italia, tra i quali:
- Bagaladi (RC)
- Cerenzia (KR)
- Filadelfia (VV)
- Frontone (PU)
- Laino Castello (CS)
- Paulilatino (OR)
- Rizziconi (RC)
- San Mango sul Calore (AV)
- San Marco dei Cavoti (BN) (assieme a San Marco Evangelista)

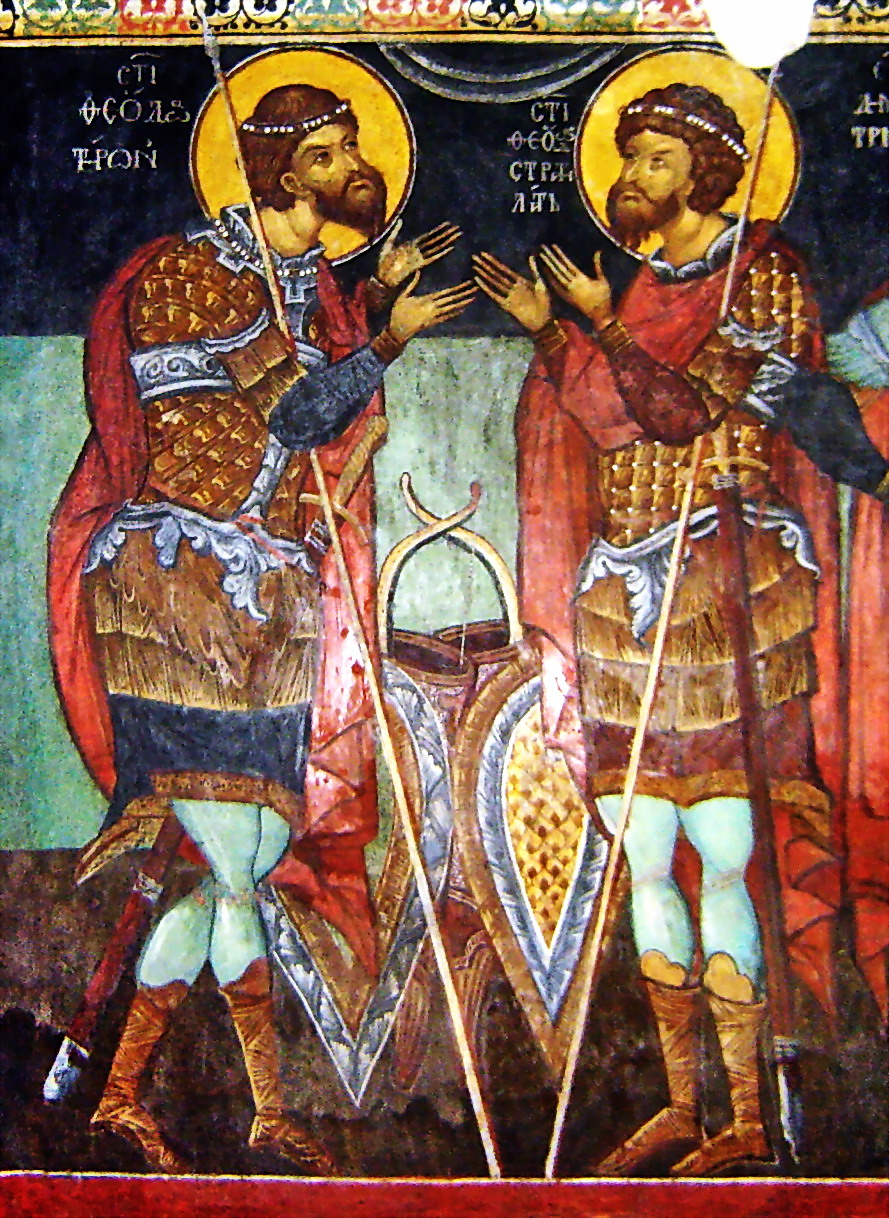
I due santi Teodoro in un affresco bizantino

- San Teodoro (SS)
- Satriano (CZ)
- Siurgus Donigala (CA)
- Sorrentini frazione di Patti (ME)
- Trivignano Udinese (UD)